# Ацоне
А́цоне (латыш. Acone /ˈat͡su̯ɐnɛ/), ранее посёлок ТЭЦ-2 (TEC-2 ciemats), — посёлок в Саласпилсском крае Латвии, рядом с Рижской ТЭЦ-2.

## Транспорт
До закрытия железнодорожной линии Рига — Эргли, за ТЭЦ-2 находился железнодорожный остановочный пункт Ацоне. С 1 января 2008 г. перевозка пассажиров по линии Рига — Эргли прекращена.
Ацоне пересекает местная автодорога V35 Шкиротава — Сауриеши.
Через Ацоне следует городской автобус № 50 и региональные автобусы, принадлежащие фирме Galss Bus, которые следуют в Саласпилс.

### Автобусные маршруты
- № 50: Ул. Абренес — ТЭЦ-2
- № 5835: Управление ТЭЦ-2 — Саласпилс

## Застройка
Жилая застройка включает четыре девятиэтажных квартирных дома и единственного пятиэтажного бывшего общежития для работников Рижской ТЭЦ-2. Имеется единственный магазин «LATs». В направлении Риги расположены участки частной и дачной застройки.